# Јошавка (ријека)
Јошавка је десна притока Врбање. Читавом својом дужином протиче кроз Општину Челинац. У Врбању се улива у Челинцу на надморској висини од 196 метара. Ушће Јошавке у Врбању није регулисано, што на овом подручју доводи до поплава у вријеме високих падавина.
Дуга је око 16 до 17 km. Десне притоке Јошавке су: Млинска ријека, Јеловача, Јела и Млечаница, а лијеве: Црна ријека (Црни камен), Басеровача и Репушница. Преко Јошавке су изграђена три моста: Царски мост у Јазбинама, затим Јошавачки мост на средњем дијелу њеног тока и мост у Млинској ријеци. Претпоставља се да је име добила по јошикама које расту на њеним обалама.